# 厄爾·范多恩將軍號棉甲艦
厄爾·范多恩將軍號（英語：CSS General Earl Van Dorn）是南北战争期間，美利堅聯盟國麾下的棉甲艦，得名於聯盟國指揮官厄爾·范多恩。船隻本屬民用，1862年聯盟國戰爭部在路易斯安那州新奥尔良購入，打算在改裝為軍艦後安排其在河道防禦艦隊服役。聯盟國在船首處加裝由鐵板和木材組成的撞角，再以裝滿棉花的木材隔板保護引擎和鍋爐。厄爾·范多恩將軍號是艘外輪船，長55米，船首設有一門32磅短管艦炮。
厄爾·范多恩將軍號受命保衛由聯盟國控制的密西西比河北岸地區。厄爾·范多恩將軍號於1862年3月底離開新奧爾良，並於4月初到達田纳西州孟菲斯。5月10日，厄爾·范多恩將軍號與另外七艘河道防禦艦隊軍艦，在梅點灣與美利堅合眾國海軍交戰，撞沉對方的芒德城號鐵甲艦。6月6日，聯盟國海軍在第一次孟菲斯之戰失利，厄爾·范多恩將軍號是唯一一艘逃過沉沒或被俘命運的艦艇。隨後，厄爾·范多恩將軍號沿密西西比河而下，再溯亞祖河而上，退守密西西比州利物浦。由於合眾國的兩艘撞擊艦逐漸迫近，利物浦的聯盟國指揮官下令把厄爾·范多恩將軍號連同另外兩艦焚毁，以免它們落入敵手。船隻殘骸於1878至1879年間被美國陸軍工兵部隊打撈移走

## 服役史

### 採購和改裝
1862年，美利堅聯盟國戰爭部在路易斯安那州新奥尔良購入14艘民用船隻，並改裝為軍艦。聯盟國成立河道防禦艦隊，把這些船隻撥進其中，並交由詹姆斯·蒙哥馬利（James E. Montgomery）上校指揮，旨在聯同聯盟國海軍共同保衛密西西比河南部。艦隊由聯盟國陸軍管理；為了強調這支部隊有別於聯盟國海軍，許多艦艇都以陸軍軍官的名字來命名。一些海軍軍官認為，購買和改裝這些輕武裝的小型艦艇純粹是浪費本已有限的資源，聯盟國更應該把資源集中在完成铁甲舰方面，或者其他已經投入使用的艦艇上。有些資料指出，厄爾·范多恩將軍號前身是朱尼厄斯·畢比號（Junius Beebe）；但也有資料宣稱，朱尼厄斯·畢比號後來被改裝成薩姆特將軍號（CSS General Sumter）。厄爾·范多恩將軍號是艘外輪船，長度為55（182英尺），船宽8.61（28英尺3英寸），艙深3.23（10英尺7英寸），尺寸與薩姆特將軍號相似。船隻以豌豆岭战役聯盟國指揮官厄爾·范多恩的名字命名。
聯盟國打算把14艘船艦改裝成撞擊艦。他們在船首處加裝2.5（1英寸）厚的鐵板，再在0.093平方（1平方英尺）的木板框架上，鋪上10（4英寸）厚的橡木板。另外，船艦的引擎和鍋爐受到面積為30乘30（1乘1英尺）的內隔板和1.8乘3.7（6乘12英尺）的外隔板保護，隔板之間則以棉花充填。因此，這些船艦也被稱作「棉甲艦」。厄爾·范多恩將軍號的武裝只有一門設於船首的32磅短管艦炮，是當時常見的前裝滑膛炮。厄爾·范多恩將軍號艦長由艾薩克·D·富爾克森（Isaac D. Fulkerson）上校出任。戰爭部打算派遣這些艦艇至田纳西州、肯塔基州、密蘇里州服役，以保護區內的密西西比河河段。不過，路易斯安那州的政客卻以新奧爾良沒有海軍艦艇保護為由，要求這些艦艇留守當地，直至路易斯安那號和密西西比號鐵甲艦下水為止。駐紮在新奧爾良的曼斯菲爾德·洛維爾少將原本打算遵從戰爭部的指令；然而，由於冬季積雪融化導致河流氾濫，令傑克遜堡（Fort Jackson）和聖菲利普堡（Fort St. Philip）之間、由鐵鍊和木頭組成的河道屏障斷裂，使新奧爾良的防線出現重大缺口。雖然洛維爾馬上祭出應對方案，但為了安全起見，他決定留下六艘船艦，派遣餘下八艘前往上游。厄爾·范多恩將軍號於3月25日離開新奧爾良，並於4月3日到達田納西州孟菲斯。一週後，艦艇的改裝工程完成，鐵製部分也完工。隨後，厄爾·范多恩將軍號與斯特林·普賴斯將軍號（CSS General Sterling Price）和布拉格將軍號（CSS General Bragg）沿河而上，與皮洛堡（Fort Pillow）的守軍會合。

### 梅點灣和孟菲斯市
1862年4月13日上午，包括厄爾·范多恩將軍號在內的聯盟國軍艦，突襲位於皮洛堡上游的美利堅合眾國海軍艦艇，但鎩羽而歸。在4至5月間，位於皮洛堡下游的合眾國海軍每日都會逆流而上，以一艘迫擊砲艇加一艘負責護衛的鐵甲艦的模式，不斷轟炸皮洛堡。另一邊廂，蒙哥馬利計劃利用撞擊艦隊，先以撞擊艦的撞擊力擊潰一艘合眾國迫擊砲艇，然後俘虜負責護衛的鐵甲艦。若然計劃成功，將會殺合眾國一個措手不及。5月10日，聯盟國海軍發動突襲，是為梅點灣之戰。參戰的八艘船艦按速度順序排列，速度最快的艦艇排在最前面，厄爾·范多恩將軍號則排在第四。期間，厄爾·范多恩將軍號向合眾國的16號迫擊砲艇開火，命中兩次，再撞擊芒德城號，使其船體內陷約1.8（6英尺），並出現嚴重漏水。厄爾·范多恩將軍號隨後擱淺於淺灘，並遭到合眾國艦艇的猛烈炮火襲擊。儘管合眾國攻擊所帶來的損傷微乎其微，但仍然令富爾克森受傷，一名船員陣亡。厄爾·范多恩將軍號脫出淺灘後，與艦隊其餘艦艇匯合。當合眾國的鐵甲艦陸續抵達戰場時，蒙哥馬利果斷下令撤退，結束這場戰鬥。在戰事中，合眾國的芒德城號和辛辛那堤號鐵甲艦均被擊沉，但後來合眾國打撈殘骸，兩艦經修復後重新加入艦隊。

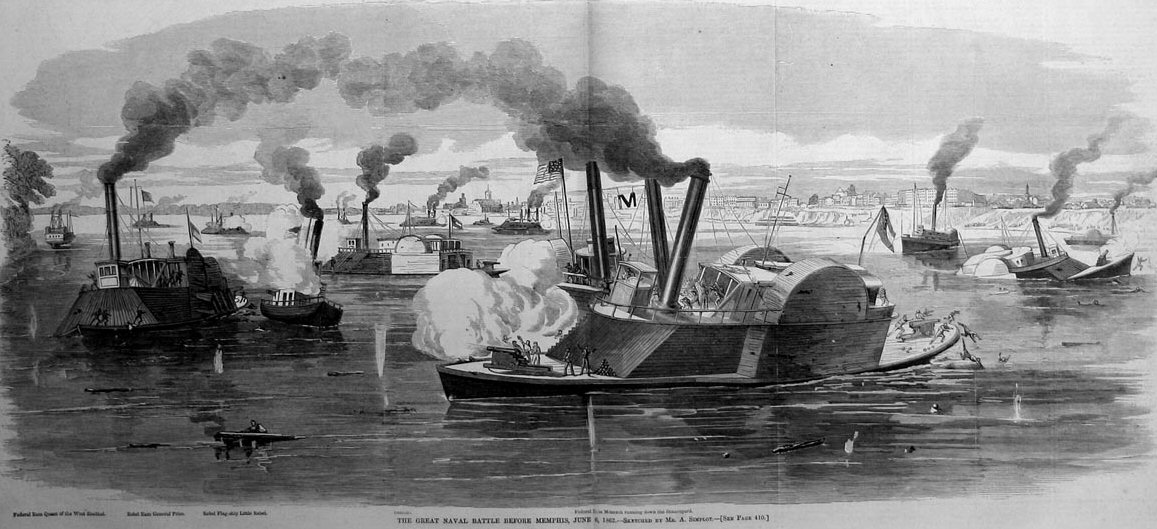
第一次孟菲斯之戰中聯盟國艦隊的慘況

聯盟國在科林斯圍城戰失利後，於六月初決定棄守皮洛堡，厄爾·范多恩將軍號等艦艇協助掩護撤退。6月5日，蒙哥馬利麾下的河道防禦艦隊抵達田納西州孟菲斯，打算在當地尋找煤炭補給並繼續順流而下，惟該處煤炭短缺，不足以供應所有船隻使用。晚上，蒙哥馬利召開緊急會議，提出三種選擇：放火燒船防止敵方繳獲，並與軍隊一起徒步逃跑；轉移所有剩餘的煤炭，留下部分艦艇，並把其餘焚毁；使用剩餘的補給，在原地迎戰。蒙哥馬利和各艦長均決定戰鬥到底。蒙哥馬利將艦艇排列成三排，每排兩艘，其中斯特林·普賴斯將軍號位於後排，小叛逆號（CSS Little Rebel）沒有指定位置，厄爾·范多恩將軍號和布拉格將軍號則在第三排。合眾國海軍率領五艘鐵甲艦以及四艘撞擊艦前進。6日，合眾國海軍發動攻勢，第一次孟菲斯之戰打響。隨著戰況失利，不少聯盟國艦艇沉沒或是擱淺被俘，剩下的布拉格將軍號和厄爾·范多恩將軍號決定逃離戰場。鐵甲艦的重砲和合眾國撞擊艦隊的撞擊戰術在孟菲斯之戰中發揮決定性作用。
布拉格將軍號在戰鬥期間被炮彈擊中，用作裝甲的棉花捆包起火，船員棄船逃生，最終該艦被合眾國俘獲。合眾國的撞擊艦瑞士號（USS Switzerland）和君主號（USS Monarch）追擊厄爾·范多恩將軍號，但追了幾英里後決定放棄。《阿肯色百科全書》和《美國海軍軍艦辭典》均把厄爾·范多恩將軍號的成功逃離，歸功於其「優秀的速度」。厄爾·范多恩將軍號沿密西西比河而下，再溯亞祖河而上，並於密西西比州利物浦附近與波爾克將軍號（CSS General Polk）和利文斯頓號（CSS Livingston）匯合。三艦在該處駐紮，保護設於當地的一道原木屏障，而這道屏障則負責守衛正在亞祖城趕工的炮廓鐵甲艦阿肯色號（CSS Arkansas）。6月26日，合眾國的兩艘撞擊艦君主號和蘭開斯特號（USS Lancaster）沿亞祖河而上巡邏，尋找該地區的聯盟國船隻。利物浦的聯盟國指揮官見狀，下令焚毁三艦，以免它們落入合眾國軍隊手中。當正在試航的阿肯色號抵達利物浦時，現場已經火光熊熊，即使阿肯色號艦長派遣載滿人員的小船前往滅火，也無力回天。美國陸軍工兵部隊於1878至1879年間移走船隻殘骸。

## 腳注
1. ↑  Chatelain 2020，第12, 122, 174頁.
2. ↑  Chatelain 2020，第80頁.
3. 1 2 3  Naval Historical Center 1991，第586頁.
4. ↑  Christ, Mark K. . Encyclopedia of Arkansas.   [2025-01-28]. （原始内容存档于2022-01-25） （英语）.
5. ↑  Chatelain 2020，第79頁.
6. ↑  Chatelain 2020，第79-80頁.
7. 1 2  Chatelain 2020，第85頁.
8. 1 2  Silverstone 2006，第168頁.
9. ↑  Canney 2015，第164-165頁.
10. 1 2 3 4 5 6 7  Christ, Mark K. . Encyclopedia of Arkansas.   [2025-01-28]. （原始内容存档于2022-01-25） （英语）.
11. ↑  Canney 2015，第160頁.
12. 1 2  Canney 2015，第161頁.
13. ↑  Calore 2002，第141頁.
14. ↑  Canney 2015，第165頁.
15. ↑  Silverstone 2006，第xix-xx頁.
16. ↑  Chatelain 2020，第83頁.
17. ↑  Chatelain 2020，第85-86頁.
18. ↑  Chatelain 2020，第86頁.
19. ↑  Chatelain 2020，第87-88頁.
20. ↑  Chatelain 2020，第88頁.
21. ↑  Chatelain 2020，第120-122頁.
22. 1 2 3  Chatelain 2020，第122-123頁.
23. ↑  McCaul 2014，第98頁.
24. ↑  McCaul 2014，第104-105頁.
25. ↑  Chatelain 2020，第125頁.
26. 1 2  . Naval History and Heritage Command.   [2025-01-28]. （原始内容存档于2024-12-16） （英语）.
27. ↑  McCaul 2014，第104-105, 107頁.
28. ↑  Chatelain 2020，第125-127頁.
29. ↑  Chatelain 2020，第127頁.
30. 1 2 3  Chatelain 2020，第128頁.
31. ↑  McCaul 2014，第131頁.
32. 1 2  Chatelain 2020，第128-129頁.
33. 1 2  Chatelain 2020，第129-131頁.
34. 1 2  Chatelain 2020，第131頁.
35. ↑  McCaul 2014，第144頁.
36. 1 2  Chatelain 2020，第185-187頁.
37. 1 2 3  Chatelain 2020，第188頁.
38. ↑  Gaines 2008，第85頁.